# Ambasadorowie Wielkiej Brytanii w Stanach Zjednoczonych
Wielka Brytania uznała Stany Zjednoczone za niepodległy kraj w 1783 roku. Pierwszy wysłannik dyplomatyczny George Hammond w randze ministra-plenipotenta przybył do ówczesnej stolicy USA Filadelfii w 1791 roku. Najtrudniejsze problemy uregulował tzw. "traktat Jaya" z 1794 roku. Od roku 1893 reprezentanci Zjednoczonego Królestwa w USA noszą tytuł ambasadora.

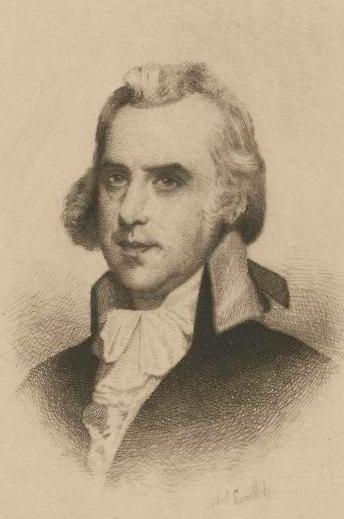
George Hammond
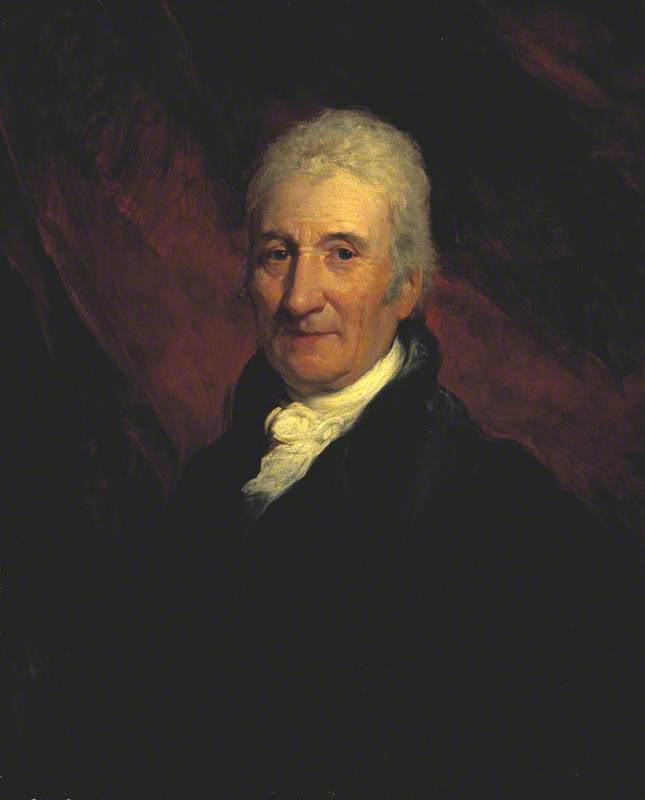
Robert Liston
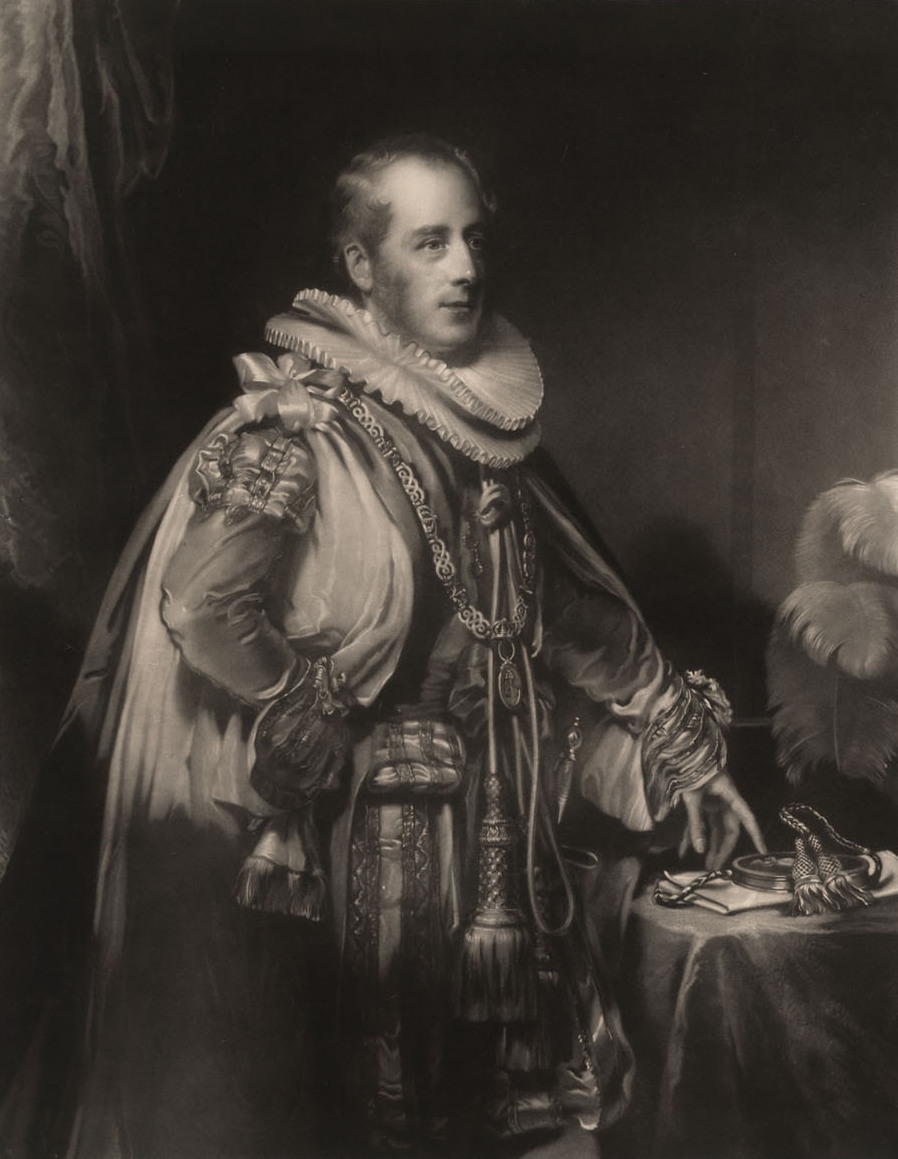
Sir Charles Bagot

## XVIII wiek
plenimpotenci i wysłannicy
- George Hammond (1791–1795)
- Robert Liston (1796–1800)
- Edward Thornton (senior) (1791–1803) pomagał dwu poprzednim.

## XIX wiek
plenipotenci i wysłannicy
- Anthony Merry (1803–1806)
- David Montague Erskine (1807–1809)
- Francis James Jackson (1809–1811)
- Augustus John Foster (1811-1812)
- Sir Charles Bagot (1815-1820)
- Stratford Canning (1820-1824)
- Sir Charles Richard Vaughan (1825–1835)
- Henry Stephen Fox (1835–1843)
- Sir Richard Pakenham (1843–1847)
- Sir Henry Bulwer (1849–1852)
- Sir John Fiennes Twisleton Crampton (1852–1856)
- Francis Napier, 10. lord Napier (1857–1858)
- Richard Bickerton Pemell Lyons, 2. baron Lyons of Christchurch (1858–1865)
- Sir Frederick Bruce (1865–1867)
- Sir Edward Thornton (1867–1881)
- Sir Lionel Sackville-West, nobilitowany w roku 1885 (1881–1888)

## XX wiek
ambasadorowie
- Julian Pauncefote, baron Pauncefote (1889–1902, od 1893 jako ambasador)
- Sir Michael Henry Herbert (1902–1903)
- Sir Henry Mortimer Durand (1903–1906)
- James Bryce (1907–1913)
- Sir Cecil Spring-Rice (1913–1918)
- Rufus Isaacs, 1. hrabia Reading, później pierwszy markiz Reading (1918–1919)
- Edward Grey, 1. wicehrabia Grey of Fallodon (1919–1920)
- Sir Auckland Geddes (1920–1924)
- Sir Esme Howard, później pierwszy baron Howard of Penrith (1924–1930)
- Sir Ronald Lindsay (1930–1939)
- Philip Kerr, 11. markiz Lothian (1939–1940)
- Edward Wood, 3. wicehrabia Halifaksu, później pierwszy Earl of Halifax (1940–1946)
- Archibald Clark-Kerr, 1. baron Inverchapel (1946–1948)
- Sir Oliver Franks (1948–1952)
- Sir Roger Makins (1953–1956)
- Sir Harold Caccia (1956–1961)
- David Ormsby-Gore, 5. baron Harlech (1961–1965)
- Sir Patrick Dean (1965–1969)
- John Freeman (1969–1971)
- George Baring, 3. hrabia Cromer (1971–1974)
- Sir Peter Ramsbotham (1974–1977)
- Peter Jay (1977–1979)
- Sir Nicholas Henderson (1979–1982)
- Sir Oliver Wright (1982–1986)
- Sir Antony Acland (1986–1991)
- Sir Robin Renwick (1991–1995)
- Sir John Kerr (1995–1997)

## XXI wiek
ambasadorowie
- Sir Christopher Meyer (1997–2003)
- Sir David Manning (2003–2007)
- Sir Nigel Sheinwald (2007–2012)
- Sir Peter Westmacott (2012–2016)
- Nigel Darroch, Baron Darroch of Kew (2016–2019)
- Karen Pierce (2020–2025)
- Peter Mandelson (od 2025)